# Coniopteryx (Scotoconiopteryx) chilensis
Coniopteryx (Scotoconiopteryx) chilensis is een insect uit de familie van de dwerggaasvliegen (Coniopterygidae), die tot de orde netvleugeligen (Neuroptera) behoort. 
De wetenschappelijke naam Coniopteryx (Scotoconiopteryx) chilensis is voor het eerst geldig gepubliceerd door Meinander in 1990.
De soort komt voor in Chili en Argentinië.